# Heemskerk
Heemskerk is een plaats en gemeente in Midden-Kennemerland in de Nederlandse provincie Noord-Holland. De gemeente telt 39.435 inwoners (1 januari 2024, bron: CBS) en heeft een oppervlakte van 31,7 km² (waarvan 4,3 km² water). Binnen de gemeentegrenzen liggen geen andere kernen. Alleen de buurtschappen Noorddorp en Heemskerkerduin zouden hieronder gerekend kunnen worden.

## Geschiedenis

### Oudheid
De eerste sporen van bewoning in Heemskerk dateren van enkele eeuwen voor het begin van onze jaartelling.
Bij opgravingen aan de Jan Ligthartstraat werden in 2004 voetsporen en waterputten gevonden.

### Middeleeuwen - De zes kastelen
Waar de naam Heemskerk vandaan komt is niet met zekerheid te zeggen. Heemskerk was al in de Middeleeuwen bekend. In een officiële oorkonde uit het jaar 1063 werd zij vermeld als "Hemezen Kyrica", gelatiniseerd Fries voor "Kerk van Hemezen", een Friese non die aldaar een klooster zou hebben.
Heemskerk kent veel historische monumenten, waaronder het Huldtoneel, een kunstmatige heuvel aan de huidige Rijksstraatweg, waar ooit de Graven van Holland werden ingehuldigd. Naar overleveringen zou het Huldtoneel al voor de Romeinse tijd zijn ingericht als Germaanse heilige plaats. In de 19de eeuw maakte Jonkheer Gevers uiteindelijk van het Huldtoneel een monument - zoals we het nu kennen - en gebood passanten het monument te
eerbiedigen.
Heemskerk is ook menigmaal een strijdtoneel geweest. Er waren vroeger zes kastelen in Heemskerk. Twee kastelen - het kasteel Oud Haerlem en het Slot Heemskerk - werden in de 12de en 13de eeuw gebouwd om het Graafschap Holland te beschermen tegen de West-Friezen. Ook Slot Assumburg dateert oorspronkelijk uit deze tijd. Van Kasteel Oud Haerlem, kasteel Merestein,
kasteel Rietwijk,
en kasteel Poelenburg (te zien op een kaart uit 1728)
is niets meer over.
In de 14e eeuw vond in 1358-1359 het Beleg van Heemskerk plaats en in 15e eeuw kwamen de bewoners van Kasteel Oud Haerlem en Slot Heemskerk tegenover elkaar te staan tijdens de Hoekse en Kabeljauwse twisten. Beide kastelen werden verwoest. Oud Haerlem werd niet meer herbouwd, het Slot Heemskerk wel. In 1492 werd op het kerkhof van de huidige Hervormde Kerk de Opstand van het Kaas- en Broodvolk bloedig neergeslagen door de Oostenrijkse overheersers.
In 1610 kreeg het Slot Heemskerk de naam Kasteel Marquette en werd nadien eerst door vele adellijken en later vooral door patriciërs bewoond. Laatst bekende adellijke bewoners waren van het huis Gevers. Thans is Kasteel Marquette in bezit van de Spaanse hotelgroep NH Hoteles.
Aan de oostzijde van Heemskerk bevindt zich het Slot Assumburg. Het werd verbouwd in 1546. Daarbij is gebruikgemaakt van sloopmateriaal van kasteel Oud Haerlem. Het slot is gedurende vele eeuwen een adellijk verblijf geweest. Een groot aantal verschillende geslachten hebben er gewoond. Na 1867 bleef het slot onbewoond. Sedert 1911 is het in eigendom van het Rijk, en in 1933 kreeg de Assumburg haar bestemming als jeugdherberg.

### De dorpskerken
De Dorpskerk van de Protestantse Gemeente Heemskerk, aan het Kerkplein 1 dateert uit 1628, maar heeft een middeleeuwse toren uit de 13de eeuw. Op de (openbare) begraafplaats rond de kerk staat een kopie van de obelisk ter ere van de vader van de schilder Maarten van Heemskerck.
De rooms-katholieke St. Laurentiuskerk, ontworpen door architect J.H. Tonnaer, is in 1891 voltooid en is een zeldzaam voorbeeld van een katholieke kerk in neorenaissance-stijl.

### Agrarisch dorp
Na de Middeleeuwen is Heemskerk als een klein rustig dorp aan de voet van de duinen achtergebleven. De bewoners, die hoofdzakelijk een bestaan vonden in de land- en tuinbouw en in de veehouderij, maakten goede maar ook veel zeer slechte tijden door.
Er wordt verteld dat uit de tijd dat de producten - vaak aardbeien bestemd voor Beverwijk, waar de vruchten werden verhandeld - met ezels naar de markt werden gebracht, de Heemskerkers de ezel mee kregen als bijnaam en symbool.
Deze versie berust echter niet op waarheid aangezien hier geen enkel bewijs van is, er is geen enkele foto beschikbaar van een ezel met een wagen wat wel de meest logische verklaring voor de bijnaam ezels, en naar alle waarschijnlijkheid het meest op de waarheid berust is dat:
De opmerking dat Heemskerkers ezels zijn werd in 1873 tijdens een raadsvergadering gemaakt door de toenmalige burgemeester, Hermanus Zaalberg. Het betrof hier een geschil tussen B en W en de gemeenteraad over onder andere de straatverlichting.
Hieronder volgt een gedeelte van het krantenartikel over de desbetreffende raadsvergadering:
Deining in de raadszaal;
Burgemeester noemt burgers 'EZELS'. Heemskerkers: gierig en bekrompen.
Heemskerk 4 oktober 1873 -
Geheel onverwacht en eigenlijk ook buiten de orde heeft burgemeester H. Zaalberg, inhakende op het zojuist verschenen provinciaal rapport over de verbetering van de veehoudersbedrijven, aan het slot van de raadsvergadering een felle aanval gericht op de koppige halsstarrigheid van zijn dorpelingen. Hij vergeleek ze daarbij zelfs met 'EZELS' en meende dat er geen twee van deze (uit Beverwijk geïmporteerde) dieren in de gemeente rondlopen, maar eerder bijna 1500...
In 1893 werd in de buurt van Heemskerk het Fort bij Veldhuis gebouwd, onderdeel van de Stelling van Amsterdam. Nu is het een museum.

### Stedelijke ontwikkeling

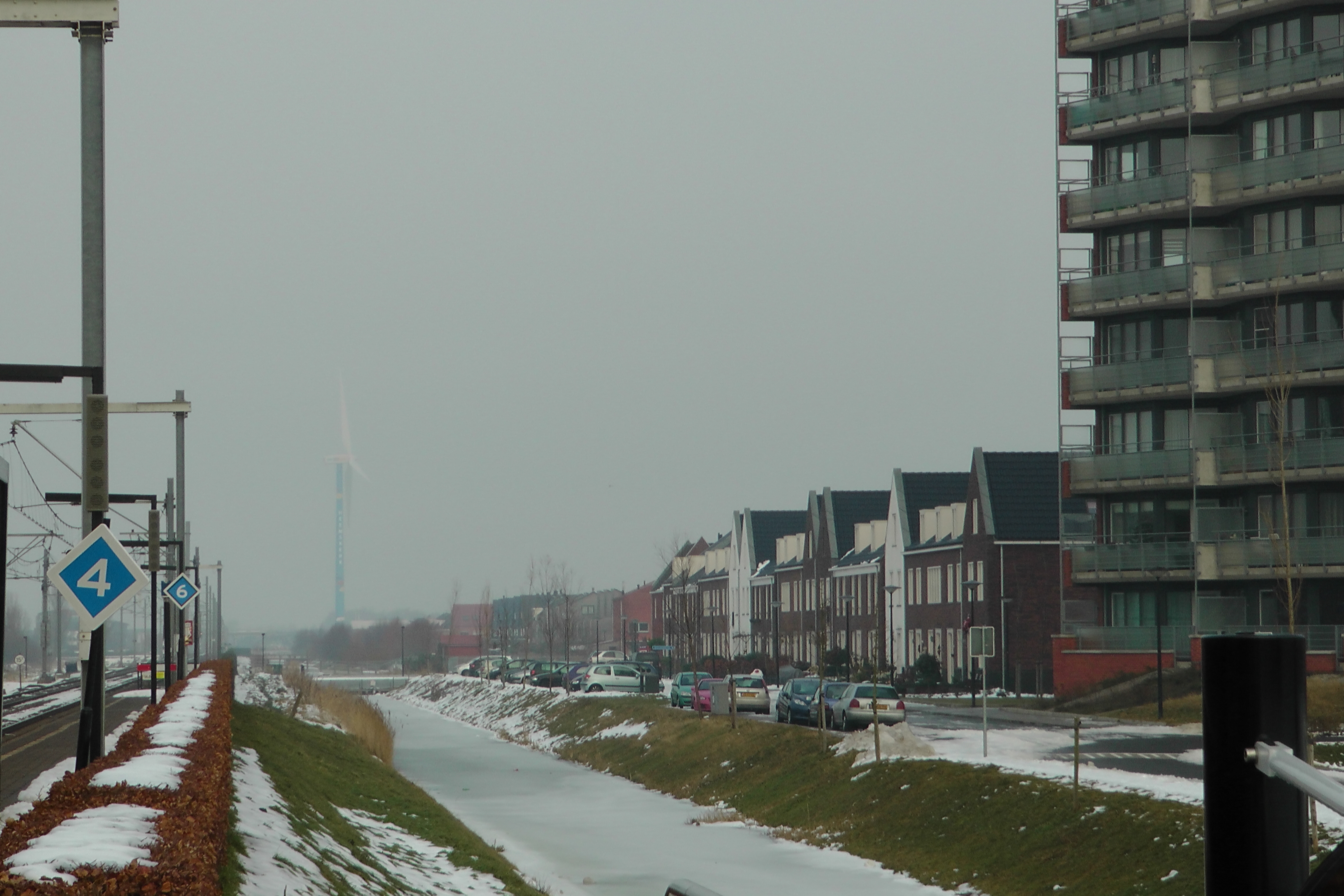
Nieuwbouwwijk Broekpolder nabij station Heemskerk.

Heemskerk behield dit agrarisch karakter totdat de gemeente omstreeks 1960 een rol ging spelen bij de industriële ontwikkeling van de IJmond: Hoogovens (tegenwoordig Tata Steel), Cemij, MEKOG, Stork-Werkspoor. Er is nog veel van terug te vinden in het unieke tuinbouwgebied aan de duinkant van de Rijksstraatweg, de gronden ten zuidwesten van deze straatweg, die voor een belangrijk deel agrarisch gebied zijn gebleven.
De komst van de Koninklijke Hoogovens zorgde voor een ingrijpende verandering in de bevolking van de IJmond en her en der voor wat overenthousiaste verwachtingen. Zo bracht de gemeente Velsen een uitbreidingsplan uit voor een stad van 250.000 inwoners. Dit plan ging snel weer van tafel.

Beverwijk maakte ook wilde plannen met een plan voor een "Staalstad" van honderdduizend inwoners, mede mogelijk gemaakt door een fusie met een onwillig Heemskerk. Zowel de 100.000 inwoners als de fusie met Heemskerk gingen later weer van tafel. Verder zijn er een drietal industrieterreinen, De Houtwegen, het bedrijventerrein De Trompet langs de A9 en De Waterwegen, gelegen langs de Rijksstraatweg (voorheen een doorgaande weg tussen Beverwijk en Castricum).
In de weidegebieden richting Uitgeest en Zaanstad zijn sinds 1965 tot 2005 nieuwe woonwijken gerealiseerd, waaronder Breedweer, de Maer, Beijerlust, Waterakkers-Lunetten en Broekpolder.
De gemeente Heemskerk is in 2005 gestart om op diverse plaatsen flats uit de jaren vijftig en zestig te slopen en te vervangen door moderne appartementen en laagbouw. Daarnaast zal in de komende jaren het duurzame bedrijventerrein De Trompet verder worden ingevuld. Naast warmtepompen en zonne-energie wordt op dit bedrijventerrein ook duurzame energie opgewekt met een 2 MW windturbine die in 2005 geplaatst is. Deze windmolen is vanuit de wijde omtrek te zien door de opvallende blauwe kleur (van het Heemskerkse gemeentewapen).

## Geografie

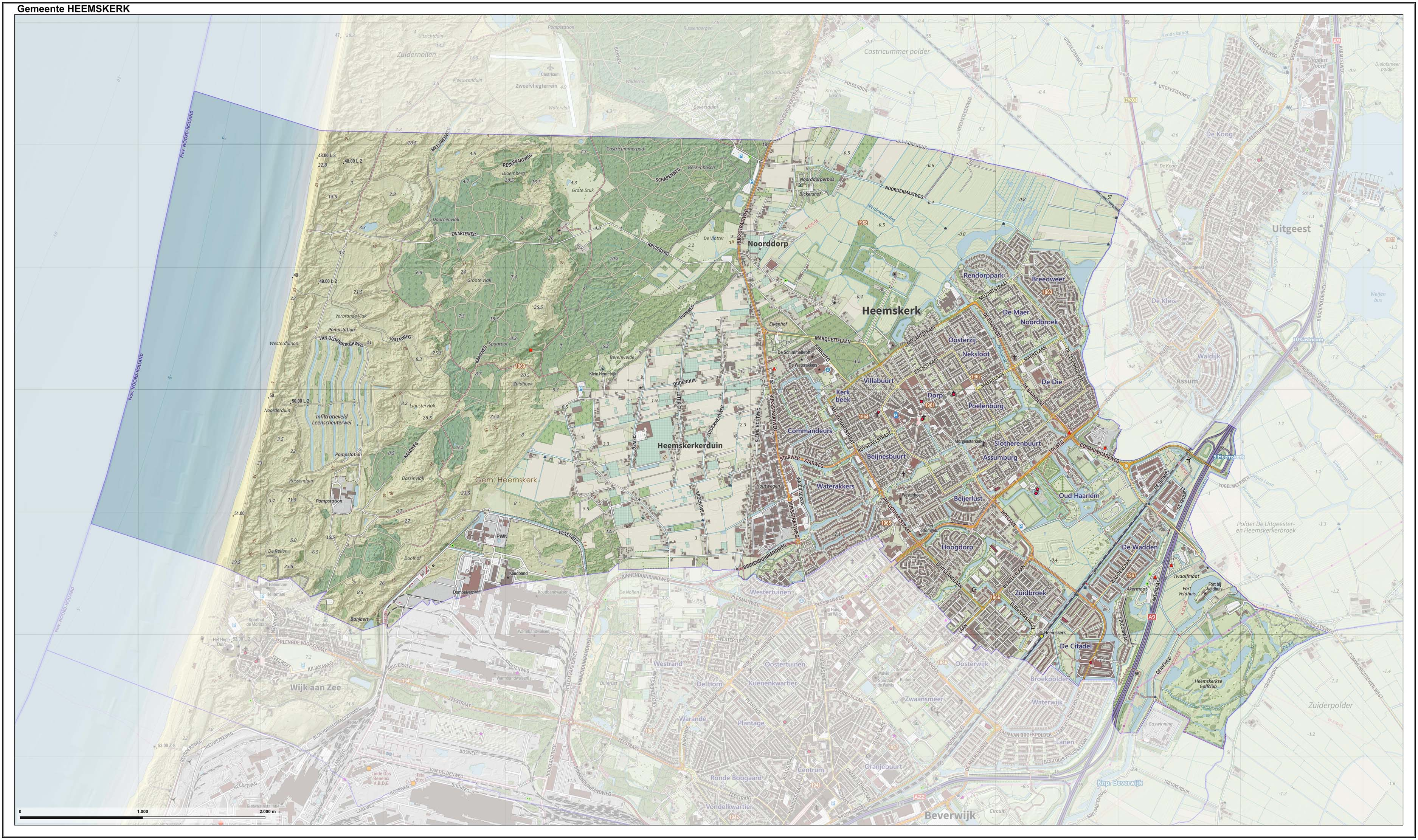
Topografische gemeentekaart van Heemskerk, juni 2023

Heemskerk ligt aan de westkust van Noord-Holland, ten noorden van het Noordzeekanaal. De gemeente maakt deel uit van de regio's Midden-Kennemerland, Kennemerland, Noorderkwartier, het COROP-gebied IJmond en het Hoogheemraadschap Hollands Noorderkwartier.
Heemskerk kent vier buurgemeenten. In het noorden langs onder andere de Korendijk, grenst Heemskerk aan Castricum. In het noordoosten en oosten vormt het riviertje de Die de grens met Uitgeest. Zaanstad ligt ten zuidoosten van Heemskerk, aan de overkant van de Kil (een restant van het Oer-IJ). Aan de zuidgrens ligt Beverwijk en de westgrens wordt tot slot gevormd door de Noordzee.

### Bestuurlijke indeling
De gemeente Heemskerk bestaat voor statistische doeleinden uit elf wijken, die weer zijn onderverdeeld in een variabel aantal buurten:
| Wijknummer | Wijk                             | Buurten                                                                                                   |
| ---------- | -------------------------------- | --- |
| 1          | Heemskerk-Dorp                   | Centrum, Zaalbergkwartier                                                                                 |
| 2          | Commandeurs en Marquette         | Commandeurs, Eikenhof, Landgoed Marquette                                                                 |
| 3          | Hofland, Oosterwijk en Zuidbroek | Oud Haarlem, Harteheem, Oosterwijk, Zuidbroek                                                             |
| 4          | Heemskerkerduin en Noorddorp     | De Houtwegen, Industriegebied, Heemskerkerduin, Noorddorp, Westertuinen, Business park IJmond, Duingebied |
| 5          | Poelenburg en Oosterzij          | Poelenburg, Oosterzij, Neksloot, Steenstrapark                                                            |
| 6          | Noordbroek en De Trompet         | De Maer, De Die, Rendorppark, Breedweer, Tolhek, De Trompet, Noorderveld                                  |
| 7          | Kerkbeek                         | Onderwijzersbuurt, Villabuurt, Beijnesbuurt (ook wel Schildersbuurt genoemd)                              |
| 8          | Assumburg                        | Slotherenbuurt, Verzetstrijdersbuurt, Beijerlust                                                          |
| 9          | Hoogdorp en Waterakkers          | Hoogdorp, Waterakkers                                                                                     |
| 10         | Broekpolder                      | De Citadel, De Wadden, Het Waterbalkon                                                                    |
| 11         | Oostelijk Heemskerk              | Landelijk Gebied                                                                                          |

## Politiek en bestuur
De gemeenteraad van Heemskerk bestaat uit 25 zetels. Hieronder staat de samenstelling van de gemeenteraad, op basis van de verkiezingsuitslag, sinds 1998:
| Gemeenteraadszetels | Gemeenteraadszetels | Gemeenteraadszetels | Gemeenteraadszetels | Gemeenteraadszetels | Gemeenteraadszetels | Gemeenteraadszetels | Gemeenteraadszetels |
| Partij              | 1998                | 2002                | 2006                | 2010                | 2014                | 2018                | 2022                |
| ------------------- | ------------------- | ------------------- | ------------------- | ------------------- | ------------------- | ------------------- | ------------------- |
| Heemskerk Lokaal    | -                   | -                   | 2                   | -                   | 5                   | 5                   | 9                   |
| VVD                 | 7                   | 6                   | 5                   | 5                   | -*                  | 4                   | 3                   |
| Liberaal Heemskerk  | -                   | -                   | -                   | 3                   | 5                   | 4                   | 3                   |
| D66                 | 2                   | 2                   | 1                   | 3                   | 4                   | 3                   | 3                   |
| GroenLinks          | 3                   | 4                   | 3                   | 3                   | 2                   | 3                   | 3                   |
| CDA                 | 7                   | 7                   | 6                   | 5                   | 5                   | 4                   | 2                   |
| PvdA                | 6                   | 6                   | 8                   | 5                   | 4                   | 2                   | 2                   |
| Lijst G. Wouters    | -                   | -                   | -                   | 1                   | -                   | -                   | -                   |
| ChristenUnie/SGP    | -                   | -                   | -                   | -                   | 0*                  | 0                   | -                   |
| Totaal              | 25                  | 25                  | 25                  | 25                  | 25                  | 25                  | 25                  |

- Gedurende de verkiezingscampagne werd de kandidatuur van de VVD in Heemskerk door het landelijk bestuur teruggetrokken, de partij deed daardoor niet mee aan de gemeenteraadsverkiezingen.
- De ChristenUnie/SGP deed in 2014 voor het eerst in Heemskerk mee, maar kwam voor een (rest)-zetel 42 stemmen tekort.

Sinds 2022 wordt Heemskerk bestuurd door een college van Heemskerk Lokaal, D66 en GroenLinks. Sinds 15 december 2022 is Alexander Luijten (VVD) burgemeester van Heemskerk.

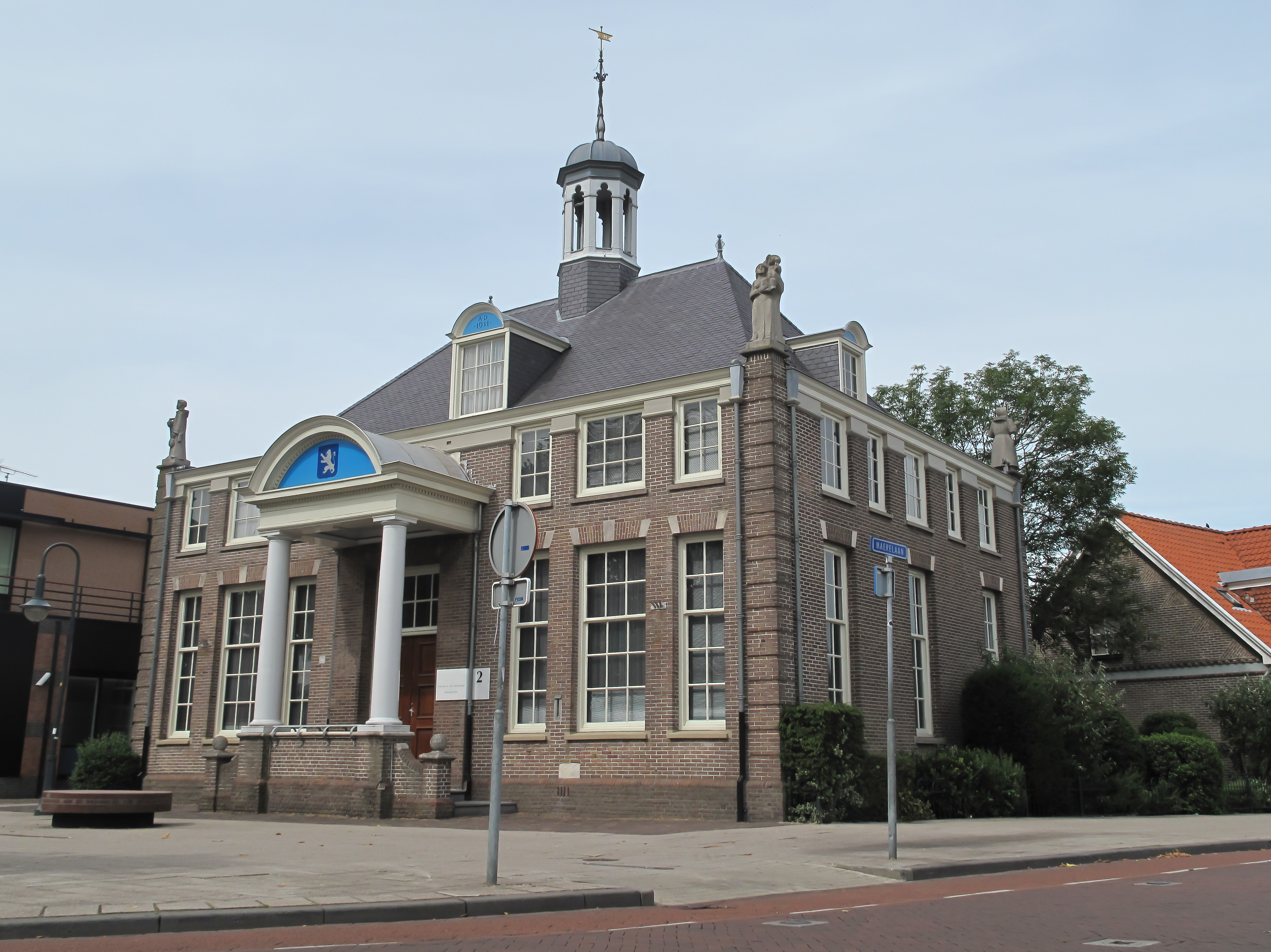
Notariskantoor Janssen, voorheen Gemeentehuis.

Het voormalige gemeentehuis werd in 1911 gebouwd naar een ontwerp van Jan Stuyt en werd in 1949 met een verdieping verhoogd naar een ontwerp van gemeente-architect Nicolaas Petrus Steenstra.
Thans is hier notaris Janssen gevestigd.

## Cultuur en recreatie

### Monumenten
In de gemeente zijn er een aantal rijksmonumenten, provinciale monumenten, gemeentelijke monumenten en oorlogsmonumenten, zie:
- Lijst van rijksmonumenten in Heemskerk
- Lijst van gemeentelijke monumenten in Heemskerk
- Lijst van provinciale monumenten in Heemskerk
- Lijst van oorlogsmonumenten in Heemskerk

### Kunst in de openbare ruimte
In de gemeente Heemskerk zijn diverse beelden, sculpturen en objecten geplaatst in de openbare ruimte, zie:
- Lijst van beelden in Heemskerk

### Vrijetijdsbesteding
Ten westen van Heemskerk ligt het Noordhollands Duinreservaat, beheerd door het waterleidingbedrijf PWN. Op de fiets of lopend is het mogelijk naar het Heemskerkerstrand te gaan. Gemotoriseerd verkeer is niet toegestaan, behalve voor bestemmingsverkeer met speciale vergunning. Het Heemskerkerstrand kenmerkt zich als een familiestrand. De afstand bedraagt circa vijf kilometer van dorpskern tot strandtoegang.
De Heemskerkse Kermis vindt jaarlijks plaats vanaf de woensdag voor de eerste donderdag van september en duurt tot en met de vrijdag erna. Woensdagochtend om 11.00 uur wordt de kermis ingeluid met het traditionele 'Eerste Deuntje' in de twee feesttenten in het dorpscentrum. Donderdag vindt de kortebaandraverij plaats, een paardendrafwedstrijd met sulky's waar men kan wedden op de uitslagen. Het gebied rond deze harddraverij is vaak een ontmoetingsplaats van Heemskerkers die elkaar lang niet hebben gezien.
De Heemskerkse Kermis is een van de Noord-Hollandse Kermissen, zoals men die 's zomers veel in West-Friesland en andere gebieden van Noord-Holland kan meemaken. Dat de Heemskerkse Kermis een tamelijk grote kermis is kan men zien aan de brouwerij-omzetten van vooral het merk Amstel van de Heineken-brouwerijen: in de jaren negentig was de bieromzet van de Heemskerkse Kermis een van de hoogste van alle Noord-Hollandse kermissen.

### Sport
Heemskerk beschikt over verschillende sportverenigingen: vier tennisclubs (waaronder HTV Assumburg), twee voetbalclubs (ADO '20 en ODIN '59), een basketbalvereniging, een zwemvereniging en een volleybalvereniging. Een vereniging die meerdere sporten aanbiedt zoals turnen, aerobics, volleybal en seniorengym is TOSS Heemskerk. Tevens bevindt zich binnen de gemeentegrenzen het golfterrein van de Heemskerkse Golfclub.
Verder komen de handbalvrouwen van de Heemskerkse handbalvereniging DSS vanaf 2010/2011 afwisselend uit in de Eredivisie en de Eerste divisie. Zij spelen hun thuiswedstrijden in sporthal "de Waterakkers".
Sinds 2008 beschikt Heemskerk ook over een nieuw kunstgrasveld, dat mede mogelijk gemaakt is door de Johan Cruyff Foundation en is gevestigd aan de Laan van Assumburg.
Een evenement dat was uitgegroeid van een lokale Heemskerkse activiteit tot een groter gebeuren in Noord-Holland was het kampioenschap polsstokverspringen over de Neksloot. Buurtcentrum de Schuilhoek organiseerde dit evenement tot 2009 op 2e Pinksterdag. Jaarlijks bezochten ruim 15.000 bezoekers dit “Friese” evenement op de grens van West-Friesland met veel kinderactiviteiten, braderie, live-muziek en oud-Hollandse spelen.

## Verkeer en vervoer
Heemskerk ligt aan de A9 tussen Haarlemmermeer en Alkmaar.
Station Heemskerk bevindt zich aan de uiterste oostrand van Heemskerk vlak bij de buurgemeente Beverwijk. In Heemskerk stopt tweemaal per uur de sprinter van Hoorn richting Haarlem en Amsterdam Centraal v.v. Het station wordt door de meeste Heemskerkers niet veel gebruikt.
De treinstations van Uitgeest en van Castricum (voor verbindingen richting Amsterdam en richting Alkmaar) en van Beverwijk (voor verbindingen richting Haarlem) zijn voor de meeste Heemskerkers een goed alternatief, mede vanwege het feit dat verschillende buslijnen van Connexxion de genoemde stations bedienen. Door de nieuwe wijk Broekpolder in Heemskerk en Beverwijk overlegt de gemeente met NS en ProRail over een grote renovatie van station Heemskerk (en station Beverwijk).
Busverbindingen van Connexxion door Heemskerk:
- Lijn 71: Beverwijk - Heemskerk - Uitgeest
- Lijn 72: Beverwijk - Heemskerk
- Lijn 73: Haarlem - Velserbroek - Beverwijk - Heemskerk - Castricum
- Lijn 74: IJmuiden - Velsen - Beverwijk - Heemskerk
- Lijn 572: Heemskerk - Beverwijk - Wijk aan Zee

## Geboren in Heemskerk
- Pelle van Amersfoort (1996), voetballer
- André Aptroot (1961), mycoloog
- Beatrijs van Assendelft (1465), religieuze
- Mieke Baltus (1968), politicus
- Brigitte van den Berg (1989), politica
- Hugo van den Broek (1976), langeafstandsloper
- Raymond Bronkhorst (1978), voetballer
- Alessandro Di Bucchianico (1963-2024), wiskundige en schaker
- Marcella Deen (1988), handbalster
- Ada Dispa (1960), kunstenaar
- Sofie van den Enk (1980), presentatrice
- Jerrel Feller (1987), atleet
- Jeffrey Gouweleeuw (1991), voetballer
- Hester van de Grift (1968), illustratrice
- Maarten van Heemskerck (1498-1574), kunstschilder
- Nicolaas Henneman (1813-1898), fotograaf
- Reinier Honig (1983), wielrenner
- Ernesto Hoost (1965), kickbokser
- Martin van der Horst (1965), volleyballer
- Marcel Huisman (1981), voetballer
- Eelco Jansen (1969), honkballer
- Richard Kemper (1970), zanger en cabaretier
- Mieke van der Kolk (1968), atlete
- Nick Kuipers (1988), voetballer
- Robin Martens (1992), actrice
- Sue the Night (1983), singer-songwriter
- Arthur Numan (1969), voetballer
- Alexandra Penrhyn Lowe (1974), schrijfster
- Tamara van der Pijl (1992), handbalster
- Olivier Pols (1989), componist en dirigent
- Juan Viedma Schenkhuizen (1974), voetballer
- Kees Schouten (1961), beeldend kunstenaar
- Irene van Staveren (1963), econoom
- Rafael van der Vaart (1983), voetballer
- Frank de Vries (1965), politicus
- Frank de Wit (1996), judoka
- Karina de Wit (1976), badmintonspeelster
- Erik Zevenhuizen (1962), historicus

## Millennium Gemeente
Heemskerk is een Millennium Gemeente.